# Salvatore Conte
Pour les articles homonymes, voir Conte (homonymie).
Salvatore Conte est un personnage fictif de la série télévisée Gomorra interprété par Marco Palvetti.

## Biographie
Salvatore Conte est un mafieux italien de la Camorra, gestionnaire des affaires et du trafic de haschich à Naples au nom du clan de Pietro Savastano. Intelligent et de tempérament dominant, il prit rapidement le pouvoir et entra dans le même temps en conflit avec Don Pietro. Ce conflit l'amène à planifier une scission des affaires faisant de l'Espagne son champ d'action.
Rusé, impitoyable, cynique, presque stoïque, il est très religieux. Il a un sens très fort de la famille et aime beaucoup sa mère. 

### Première saison
Dans le but de dissuader et d'effrayer Salvatore Conte, Don Pietro ordonne à Ciro Di Marzio et Attilio Diotallevi, de mettre le feu à la maison de sa mère. Salvatore Conte réussi à se sauver ainsi que sa mère. Il ordonne série de représailles contre le clan de Don Pietro, la tentative de meurtre de nombre de ses associés, y compris Ciro. En réponse, Don Pietro, tente de tuer Salvatore, mais celui-ci, sachant qu'il est en danger, réussi à s'enfuir Espagne. 
Quelques années plus tard, alors que Conte est devenu l'un des plus grands distributeurs de drogues dans le Sud de l'Europe, les Savastano y envoient leur homme, Ciro, pour négocier une trêve avec lui. Conte invite Ciro sur son yacht et le jette en pleine mer en lui rappelant l'incendie de la maison de sa mère. Mais il envoie ensuite un bateau pour le sauver, et l'invite par téléphone à une réunion d'affaires dans un club de la ville. Le lendemain, Cyrus est sur le point de quitter l'Espagne, quand le Salvatore Conte lui impose de devenir son porte-parole dans des négociations d'affaires avec un clan russe qui menace ses intérêts. Si l'accord est un succès, Ciro pourra rentrer à Naples vivant avec la garantie d'une collaboration avec le clan de Savastano. Ciro, après avoir passé l'épreuve de la " roulette russe " , parvient à conclure l'affaire et décline l'invitation de Conte à rejoindre son clan. 
Conte tient promesse et fait envoyer en Italie dans les premières chargements de drogue. Peu de temps après, un proche de Conte, Tonino Russo, est tué dans la ville de Naples. Convaincu que c'est la faute du clan Savastano, Conte part pour l'Italie afin de punir l'affront. Pendant le voyage, remarque que son chauffeur Massimo est très agité et pose des questions insistantes sur le plus jeune frère. La nuit du voyage, après un arrêt dans un hôtel, Massimo tente de tuer Salvatore, qui, le neutralise. Il s'avère alors que c'était le petit frère, de Massimo, Danielino, qui a tué Russo à Naples, forcé par Ciro, qui cache la véritable identité de la victime. Conte semble le croire lui et lui ordonne de la conduire à son frère pour lui demander plus d'informations. 
Danielino, révèle à Conte que c'est Ciro et non Genny qui a ordonné la mort de Russo. Après cette révélation, Salvatore Conte accole Danielino et lui accorde son pardon. Durant l'accolade, il  sort un revolver et tire à bout portant sur Danielino, le tuant, et blesse son frère Massimo, qui est resté à bord de la voiture et parvient à s'échapper. Genny a donc ordonné la mort de Salvatore ne sachant pas que beaucoup de ses hommes sont sur le pont de se ranger du côté du dissident, projetant une scission du clan. À son tour, Salvatore Conte, de sa cachette donne pour ordre et unique objectif à ses hommes de tuer Genny. Peu de temps après Ciro, alors traître du clan des Savastano, rencontre Conte et lui propose une alliance. Après un certain temps, Ciro, dans la clandestinité, cherche de l'aide auprès de Conte, qui le menace de l'égorger et de porter sa tête à Genny. Ciro, cependant, lui rappelle qu'il est le seul qui peut l'aider à trouver et à tuer Genny. 

### Deuxième saison
Après l'accident de Genny et l'évasion de Don Pietro, Ciro propose à Conte une alliance avec les anciens hommes de main des Salassano. En échange, il offre à chacun d'entre eux la gestion d'une place en autonomie. Un an après, Conte continue à gérer ses affaires dans la ville quand un prêtre de Scampia vient le trouver pour le convaincre d'arrêter la vente de drogue sur la place qui se trouve en face de son église. Salvatore Conte cède aux requêtes du prêtre et lui accorde le droit d'organiser une veillée devant l'église. Cependant, la fermeture de la place à la vente de drogue n'a pas plu à tout le monde : à l'exception de Ciro qui fint de se ranger aux côtés de Salvatore, les autres membres du clan n'appuient pas ouvertement la décision du chef. Entre-temps, Don Salvatore entretient une relation avec une chanteuse transgenre, dont la sœur fait office de couverture en jouant le rôle de fiancée du chef. Durant la soirée de son anniversaire, 'O Mulatto, un des hommes les plus proches de Conte, se moque de la chanteuse, sans avoir connaissance de sa relation secrète. Conte réagit brutalement en le poignardant à la main et en lui retirant la gestion de son secteur de vente.
Cet épisode donne la possibilité à Ciro d'utiliser le mécontentement des hommes de Conte pour l'éliminer définitivement. Les fidèles de Conte, 'O Mulatto et 'O Principe tournent le dos à leur chef et l'assassinent à la fin d'une procession religieuse. Le troisième épisode se termine sur Salvatore Conte, égorgé, se vidant de son sang, mourant à l'intérieur de l'église qu'il a lui-même fait réaliser.